# Campeonato Chileno de Futebol de 1985 - Terceira Divisão
O Campeonato Chileno de Futebol de Terceira Divisão de 1985 (oficialmente Campeonato Oficial de Fútbol de la Tercera División de Chile 1985) foi a 5ª edição do campeonato do futebol do Chile, terceira divisão. Os 20 clubes jogam em turno e returno em dois grupos regionalizados de 10. Os dois melhores de cada grupo vão à fase final, onde o campeão e o vice são promovidos para o Campeonato Chileno de Futebol de 1986 - Segunda Divisão. O último colocado seria rebaixado para o Campeonato Chileno de Futebol de 1986 - Quarta Divisão

## Participantes
| Equipe                                       | Cidade                     | Região                           | No ano anterior                                                      | Estádio                                               | Capacidade | Títulos        | Participações |
| -------------------------------------------- | -------------------------- | -------------------------------- | -------------------------------------------------------------------- | ----------------------------------------------------- | ---------- | -------------- | ------------- |
| Club Deportivo Atlético Caupolicán           | Rengo                      | Região de O'Higgins              | Quarto Lugar (Zona Sul)                                              | Estádio Municipal Guillermo Guzmán Díaz               | 5.000      | 0 (não possui) | 5             |
| Club Deportivo Cultural Doñihue              | Doñihue                    | Região de O'Higgins              | Sétimo Lugar (Zona Sul)                                              | Estádio Súper Pollo                                   | 1.500      | 0 (não possui) | 5             |
| Club Deportivo Defensor Casablanca           | Casablanca                 | Região de Valparaíso             | Quinto Lugar (Zona Norte)                                            | Raúl Vargas Verdejo                                   | 2.500      | 0 (não possui) | 5             |
| Club de Deportes Maipo                       | Isla de Maipo              | Região Metropolitana de Santiago | Décimo Primeiro Lugar (Zona Sul)                                     | ----                                                  | ---        | 0 (não possui) | 5             |
| Club Social y Deportivo Goodyear             | Maipú                      | Região Metropolitana de Santiago | Quarto Lugar (Ascenso)                                               | ---                                                   | --         | 0 (não possui) | 5             |
| Club Deportivo Lautaro de Buin               | Buin                       | Região Metropolitana de Santiago | Terceiro Lugar (Ascenso)                                             | Estádio Lautaro de Buin                               | 1.500      | 0 (não possui) | 5             |
| Club Deportivo Tricolor Municipal            | Paine                      | Região Metropolitana de Santiago | Oitavo Lugar (Zona Sul)                                              | Estádio Municipal de Paine                            | ---        | 0 (não possui) | 5             |
| Club Deportivo Campos de Batalla             | Maipú                      | Região Metropolitana de Santiago | Décimo Primeiro Lugar (Zona Norte)                                   | ---                                                   | --         | 0 (não possui) | 4             |
| Club Deportivo Municipal Talagante           | Talagante                  | Região Metropolitana de Santiago | Décimo Lugar (Zona Norte)                                            | Estádio Municipal Lucas Pacheco Toro                  | ---        | 0 (não possui) | 4             |
| Club de Deportes Sportivo Cartagena          | Cartagena                  | Região de Valparaíso             | Sétimo Lugar (Zona Norte)                                            | ---                                                   | --         | 0 (não possui) | 3             |
| Club de Deportes Comercio de Llay-Llay       | Llaillay                   | Região de Valparaíso             | Terceiro Lugar (Zona Norte)                                          | ---                                                   | --         | 0 (não possui) | 3             |
| Club de Deportes Puente Alto                 | Puente Alto                | Região Metropolitana de Santiago | Quinto Lugar (Zona Sul)                                              | Estádio Municipal de Puente Alto                      | 1.900      | 0 (não possui) | 3             |
| Ferroviarios de Chile                        | Estación Central           | Região Metropolitana de Santiago | Oitavo Lugar (Zona Norte)                                            | Estádio Ferroviário Hugo Arqueros Rodríguez           | 30.000     | 0 (não possui) | 3             |
| Club Social y Deportivo San Antonio Atlético | San Antonio                | Região de Valparaíso             | [ 3 ]                                                                | Estádio Municipal Doctor Olegario Henríquez Escalante | 2.000      | 0 (não possui) | 1             |
| Colchagua Club de Deportes                   | San Fernando               | Região de O'Higgins              | Terceiro Lugar (Zona Sul)                                            | Estádio Municipal Jorge Silva Valenzuela              | 5.900      | 0 (não possui) | 2             |
| Ñuble Unido                                  | Chillán                    | Região de Bío-Bío                | Vice Campeão                                                         | Estádio Bicentenário Municipal Nelson Oyarzún         | 12.000     | 0 (não possui) | 2             |
| Juventud Chépica                             | Chépica                    | Região de O'Higgins              | Sexto Lugar (Zona Sul)                                               | ---                                                   | ---        | 0 (não possui) | 2             |
| Club Deportivo Soinca Bata                   | Melipilla                  | Região Metropolitana de Santiago | Acesso pelo Campeonato Chileno de Futebol de 1984 - Quarta Divisão   | Estádio Soinca Bata                                   | xxxx       | 0 (não possui) | 1             |
| Club de Deportes Laja                        | Laja                       | Região de Bío-Bío                | Rebaixado do Campeonato Chileno de Futebol de 1984 - Segunda Divisão | Estádio Facela                                        | 3.000      | 1 (1982)       | 3             |
| Club Deportivo General Velásquez             | San Vicente de Tagua Tagua | Região de O'Higgins              | Rebaixado do Campeonato Chileno de Futebol de 1984 - Segunda Divisão | Estádio Municipal Augusto Rodríguez                   | 3.000      | 0 (não possui) | 3             |
| Iván Mayo Club de Fútbol                     | Villa Alemana              | Região de Valparaíso             | Rebaixado do Campeonato Chileno de Futebol de 1984 - Segunda Divisão | Estádio Ítalo Composto Scarpatti                      | 3.000      | 0 (não possui) | 3             |

## Campeão
| Campeão Chileno Terceira Divisão 1985     |
| ----------------------------------------- |
| Ñuble Unido (Chillán) (1º título) Campeão |